# Eggersriet
Eggersriet − miejscowość i gmina w północno-wschodniej Szwajcarii, w kantonie St. Gallen, w okręgu St. Gallen.

## Demografia
W Eggersriet mieszka 2 341 osób. W 2021 roku 9,5% populacji gminy stanowiły osoby urodzone poza Szwajcarią. 

## Transport
Przez teren gminy przebiega droga główna nr 445.